# Niels Nkounkou
Niels Nkounkou (Pontoise, Francia, 1 de noviembre de 2000) es un futbolista francés que juega de defensa en el Eintracht Fráncfort de la 1. Bundesliga.

## Clubes
| Club                         | País       | Año       |
| ---------------------------- | ---------- | --------- |
| Olympique de Marsella "II"   | Francia    | 2018-2020 |
| Everton F. C.                | Inglaterra | 2020-2023 |
| Standard de Lieja (cedido)   | Bélgica    | 2021-2022 |
| Cardiff City F. C. (cedido)  | Gales      | 2022-2023 |
| A. S. Saint-Étienne (cedido) | Francia    | 2023      |
| A. S. Saint-Étienne          | Francia    | 2023      |
| Eintracht Fráncfort          | Alemania   | 2023-     |